# Académie des sciences de Göttingen
 (juin 2023).
L'Académie des sciences de Göttingen (appelée depuis 1939 en allemand : Akademie der Wissenschaften zu Göttingen), a été fondée en 1751 sous le nom de Königliche Gesellschaft der Wissenschaften par le roi George II de Grande-Bretagne, prince-électeur de Hanovre et duc de Brunswick-Lunebourg. 
C'est la plus ancienne des huit institutions actuellement fédérées en l'Union des académies des sciences allemandes, et la plus ancienne société savante allemande après la Leopoldina de Halle. Sa mission est de servir la science, par son propre travail et par ses collaborations avec des scientifiques et des instituts de recherche d'Allemagne et de l'étranger. Ses membres sont des professeurs éminents de sciences humaines ou de sciences de la nature. C'est pourquoi l'Académie est un lieu d'interdisciplinarité au plus haut niveau scientifique.
Son premier président fut le savant polymathe Albrecht von Haller. La devise de l'Académie est Fecundat et Ornat (« Elle nourrit et embellit »).

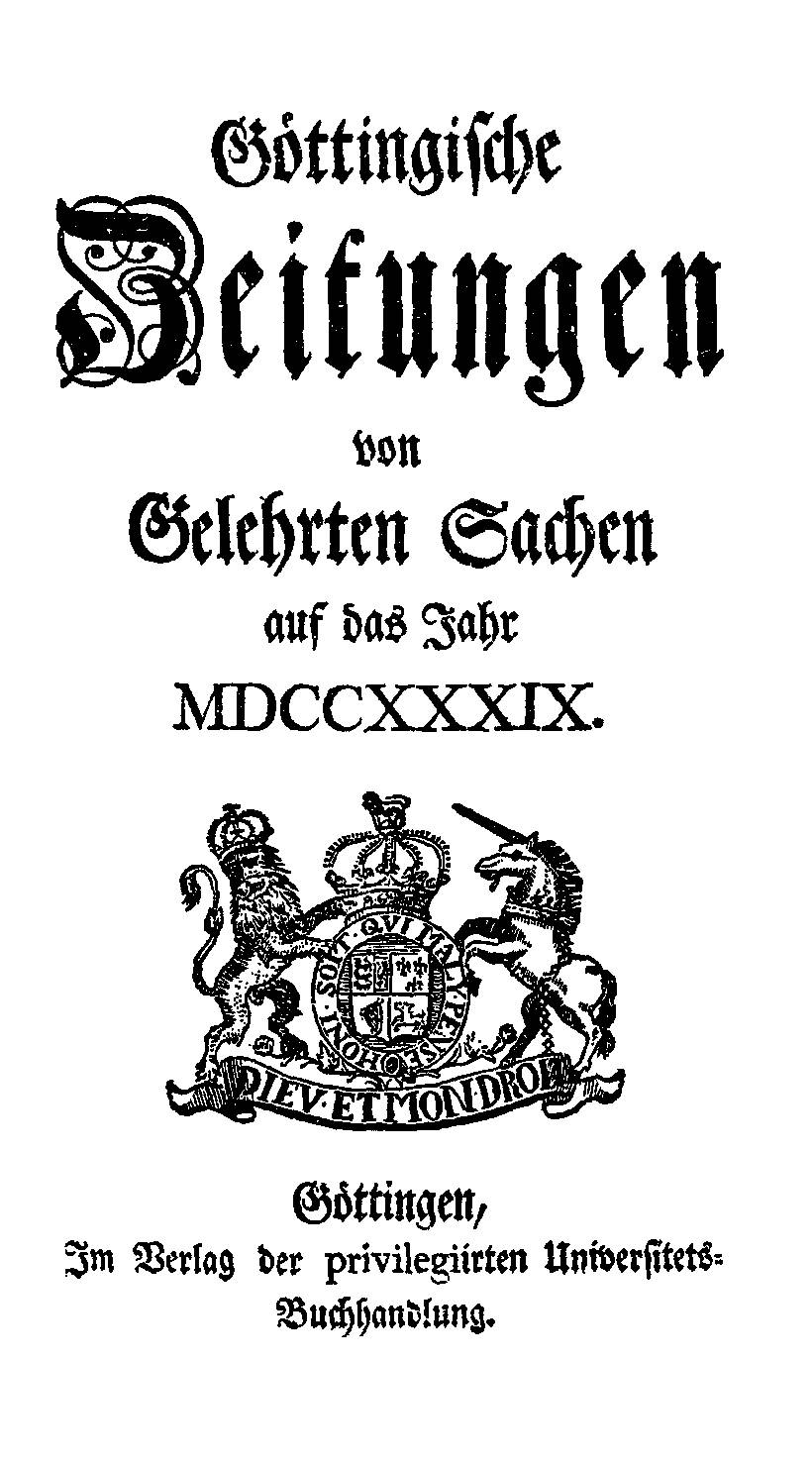
L'Académie de Göttingen édite la plus ancienne des revues scientifiques actuelles en allemand.

## Missions
L'Académie est une personne morale de droit public. Elle s'occupe actuellement de plus de vingt projets à long terme, nationaux ou internationaux (voir plus bas).
Elle édite depuis 1753 les Göttingische Anzeigen von gelehrten Sachen (journal créé en 1739 sous le titre Göttingische Zeitung et dirigé par von Haller depuis 1747) renommé Göttingische Gelehrte Anzeigen (de) en 1802. C'est la plus ancienne revue scientifique en allemand encore publiée de nos jours.
Les professeurs se rencontrent toutes les deux semaines durant le semestre lors de séances plénières à l'Aula (de) de l'université de Göttingen et échangent de nouveaux résultats de recherche. Certaines contributions sont publiées dans le Jahrbuch, qui offre un aperçu des recherches en cours.
L'Académie de Göttingen adresse de fréquents communiqués au public. Elle propose des conférences, en collaboration avec l'université. Depuis 2005, une « semaine de l'Académie » a lieu tous les ans, sur un sujet actuel. Les membres de l'Académie fournissent des rapports aux représentants à Berlin du Land de Basse-Saxe ainsi qu'au Landtag à Hanovre et discutent avec les décideurs politiques.
À l'occasion de l'anniversaire public de novembre, qui marque le point culminant des nombreuses manifestations de l'année, le président en poste présente son rapport de gestion ; ensuite, l'Académie décerne des prix par lesquels elle souhaite distinguer d'excellents résultats et encourager en particulier de jeunes scientifiques. Au milieu de la manifestation a lieu le discours solennel, concernant un sujet de science ou de politique scientifique.

## Membres
Les membres votent à bulletins secrets pour les nouvelles admissions. Ils sont répartis en deux collèges, celui de mathématiques et physique et celui de philologie et histoire, qui ont les mêmes droits, et siègent toujours ensemble lors des exposés scientifiques. Chaque collège peut avoir jusqu'à quarante membres réguliers, de moins de 70 ans et habitant à Göttingen ou dans la région de l'Allemagne du Nord. À ces membres réguliers s'ajoutent jusqu'à deux cents membres correspondants qui vivent ailleurs en Allemagne ou à l'étranger.
Beaucoup de savants célèbres furent membres, parmi lesquels Heyne, Gauss, les frères Grimm, Wellhausen, Hilbert, Lichtenberg, Wöhler, Hahn, Heisenberg, Wieacker (de), Franck, Born, Gesner, Windaus et Dahlmann. Treize prix Nobel ont fait partie de l'Académie, dont trois membres actuels : Manfred Eigen, Erwin Neher et Bert Sakmann.
Le conseil est élu tous les quatre ans en session plénière. Depuis avril 2012, le président est l'économiste agricole Stefan Tangermann (de) (succédant à Christian Starck (de)), les vice-présidents sont Thomas Kaufmann (de) et Kurt Schönhammer, et la secrétaire générale est Angelika Schade.

## Recherche
(Voir le site officiel pour plus de détails)

### Projets
- Deutsche Inschriften des Mittelalters und der frühen Neuzeit
- Deutsches Wörterbuch von Jacob Grimm und Wilhelm Grimm
- Die Inschriften des ptolemäerzeitlichen Tempels von Edfu
- Edition der naturwissenschaftlichen Schriften Lichtenbergs
- Edition und Bearbeitung byzantinischer Rechtsquellen
- Enzyklopädie des Märchens
- Erschließung der Akten des kaiserlichen Reichshofrates
- Gelehrte Journale und Zeitungen als Netzwerke des Wissens im Zeitalter der Aufklärung
- Germania Sacra (sur l'histoire de l'Église catholique)
- Goethe-Wörterbuch (de)
- Hof und Residenz im spätmittelalterlichen Deutschen Reich (1200-1600)
- Johann Friedrich Blumenbach-online
- Katalogisierung der orientalischen Handschriften in Deutschland
- Leibniz-Edition
- Mittelhochdeutsches Wörterbuch
- Ortsnamen zwischen Rhein und Elbe - Onomastik im europäischen Raum
- Göttinger Papsturkundenwerk (de) : Papsturkunden des frühen und hohen Mittelalters
- Patristische Kommission
- Qumran-Wörterbuch
- Sanskrit-Wörterbuch
- SAPERE (de)
- Schleiermacher-Edition
- Septuaginta-Unternehmen

### Commissions
- Funktion des Gesetzes in Geschichte und Gegenwart
- Die Natur der Information
- Erforschung der Kultur des Spätmittelalters
- Imperium und Barbaricum: Römische Expansion und Präsenz im rechtsrheinischen Germanien und die Ausgrabungen von Kalkriese
- Kommission für interdisziplinäre Südosteuropa-Forschung
- Kommission für Mathematiker-Nachlässe
- Origin of Life
- Manichäische Studien
- Synthese, Eigenschaften und Struktur neuer Materialien und Katalysatoren
- Technikwissenschaftliche Kommission

## Prix
L'Académie décerne les prix suivants (voir le site officiel pour plus de détails) :
- prix de biologie, de chimie et de physique ;
- médaille des frères Grimm ;
- prix Dannie Heineman ;
- prix Hans Janssen (en) ;
- prix Hanns Lilje (de) ;
- médaille Lichtenberg (de) ;
- prix de sciences humaines ;
- prix Wallstein (de) ;
- prix Wedekind (de) d'histoire de l'Allemagne ;
- médaille Wilhelm Jost (de).

### Autres académies allemandes
- Académie des sciences de Berlin-Brandebourg
- Académie bavaroise des sciences
- Académie des sciences de Heidelberg
- Académie des sciences et des lettres de Mayence
- Académie des sciences et des arts de Rhénanie-du-Nord-Westphalie
- Académie des sciences de Saxe
- Académie des sciences à Hambourg